# L'Hôtellerie
L'Hôtellerie är en kommun i departementet Calvados i regionen Normandie i norra Frankrike. Kommunen ligger i kantonen Lisieux 1er Canton som ligger i arrondissementet Lisieux. År 2022 hade L'Hôtellerie 318 invånare.

## Befolkningsutveckling
Antalet invånare i kommunen L'Hôtellerie
Referens: INSEE